# Питецеллобиум
Питецеллобиум (лат. Pithecellobium; от др.-греч. πιθηκος, pithekos — обезьяна и ελλοβιον, ellobion — серьга) — род деревянистых растений семейства Бобовые (Fabaceae), распространённый в тропических и субтропических регионах Америки.

## Ботаническое описание
Деревья или кустарники, вооруженные колючими прилистниками и прилистничками. Листья двуперистые, не чувствительные к прикосновению; обычно с внецветковыми нектарниками; листочки в числе от 1 до нескольких пар.
Цветки одинаковые, обоеполые, пятимерные, собраны в головки или щитки, образующие общие соцветия — верхушечные или пазушные метёлки. Чашечка короткозубчатая. Венчик сростнолепестный, 5-лопастный. Тычинки многочисленные, у основания сросшиеся в трубку. Боб спирально изогнутый или прямой, плоский. Семена коричневые или черноватые, обратнояйцевидные или асимметричные.

## Виды
Род включает 24 вида:
- Pithecellobium ×bahamense Northr.
- Pithecellobium bipinnatum L.Rico
- Pithecellobium circinale (L.) Benth.
- Pithecellobium cynodonticum Barneby & J.W.Grimes
- Pithecellobium diversifolium Benth.
- Pithecellobium domingense Alain
- Pithecellobium dulce (Roxb.) Benth. — Питецеллобиум сладкий
- Pithecellobium excelsum (Kunth) Mart.
- Pithecellobium furcatum Benth.
- Pithecellobium histrix (A.Rich.) Benth.
- Pithecellobium hymenaeifolium (Humb. & Bonpl. ex Willd.) Benth.
- Pithecellobium johansenii Standl.
- Pithecellobium keyense Britton
- Pithecellobium lanceolatum (Humb. & Bonpl. ex Willd.) Benth.
- Pithecellobium macrandrium Donn.Sm.
- Pithecellobium nicoyanum (Britton & Rose) Niezgoda & Nevling
- Pithecellobium oblongum Benth.
- Pithecellobium peckii S.F.Blake
- Pithecellobium roseum (Vahl) Barneby & J.W.Grimes
- Pithecellobium striolatum Urb.
- Pithecellobium subglobosum Pittier
- Pithecellobium unguis-cati (L.) Benth. typus[1] — Питецеллобиум кошачий коготь
- Pithecellobium velutinum Britton & Rose
- Pithecellobium winzerlingii Britton & Rose